# Lantana Tallinn
FC Lantana Tallinn este un club de fotbal din Estonia, din orașul Tallinn.

## Statistici

### Palmares
| Național | Liga estonă   | Divizia | Cea mai bună clasare | Sezoane          |
| -------- | ------------- | ------- | -------------------- | ---------------- |
| Național | Meistriliiga  | prima   | Campioni             | 1995-96, 1996-97 |
| Național | Meistriliiga  | prima   | Locul 3 :            | 1997-98, 1998    |
| Național | Cupa Estoniei | cupa    | Finalistă :          | 1997, 1998       |
| Național | Supercupa     | cupa    | Campioni             | 1997             |
| Național | Supercupa     | cupa    | Finalistă :          | 1996             |